# Feresa attenuata
La feresa (Feresa attenuata) è un piccolo cetaceo raramente avvistato della famiglia Delphinidae. Deve il suo nome comune inglese (Pigmy Killer Whale, orca pigmea) al fatto che presenta alcune caratteristiche fisiche simili a quelle dell'orca. Quando un certo numero di ferese vennero tenute in cattività alle Hawaii e in Sudafrica si dimostrarono estremamente aggressive - fino ad uccidersi l'una con l'altra. Un terzo branco catturato in Giappone non ha mostrato alcuna aggressione.
Fino ai primi anni '50 della feresa si conoscevano solamente due crani conservati al British Museum. La prima descrizione venne effettuata da John Gray nel 1874. Nel 1954 il cetologo giapponese Muneasto Yamada pubblicò un articolo su una "rara focena" scoperta da dei cacciatori di balene mentre lavoravano nei pressi di Honshū nel 1952. Scrisse che i corpi degli individui che aveva esaminato presentavano, oltre al cranio, cosa di cui si erano già accorti al Museum, aspetti simili a quelli dell'orca e propose il nome comune inglese di balena assassina minore (o pigmea).
Il termine descrittivo della specie scientifica, attenuata, proviene dalla parola latina che significa 'affusolato' e si riferisce al profilo graduale dalla testa alla pinna caudale del delfino.

## Descrizione
La feresa è un delfino di medie dimensioni (un po' più grande e più pesante di un uomo robusto) e in mare può essere facilmente confusa con altre specie, in particolare con il peponocefalo. Il corpo è robusto e di colore scuro. La testa è di toni particolarmente scuri, è arrotondata e priva di rostro. I fianchi sono più chiari e il ventre spesso è bianco. Sono stati visti alcuni individui con una linea bianca attorno alla bocca e al mento. La pinna dorsale è bassa e leggermente falcata.
La feresa è un animale che non coopera. Solitamente è difficile da avvicinare. È stata vista spiare fuori dall'acqua, tuffarsi in avanti ed eseguire altri comportamenti attivi, ma non è un animale acrobatico.
Questi delfini si spostano sempre in gruppi, solitamente di circa 10-30 esemplari ma occasionalmente anche un po' più grandi. Sono state osservate attaccare, uccidere e divorare altre specie di cetacei, come il delfino comune.

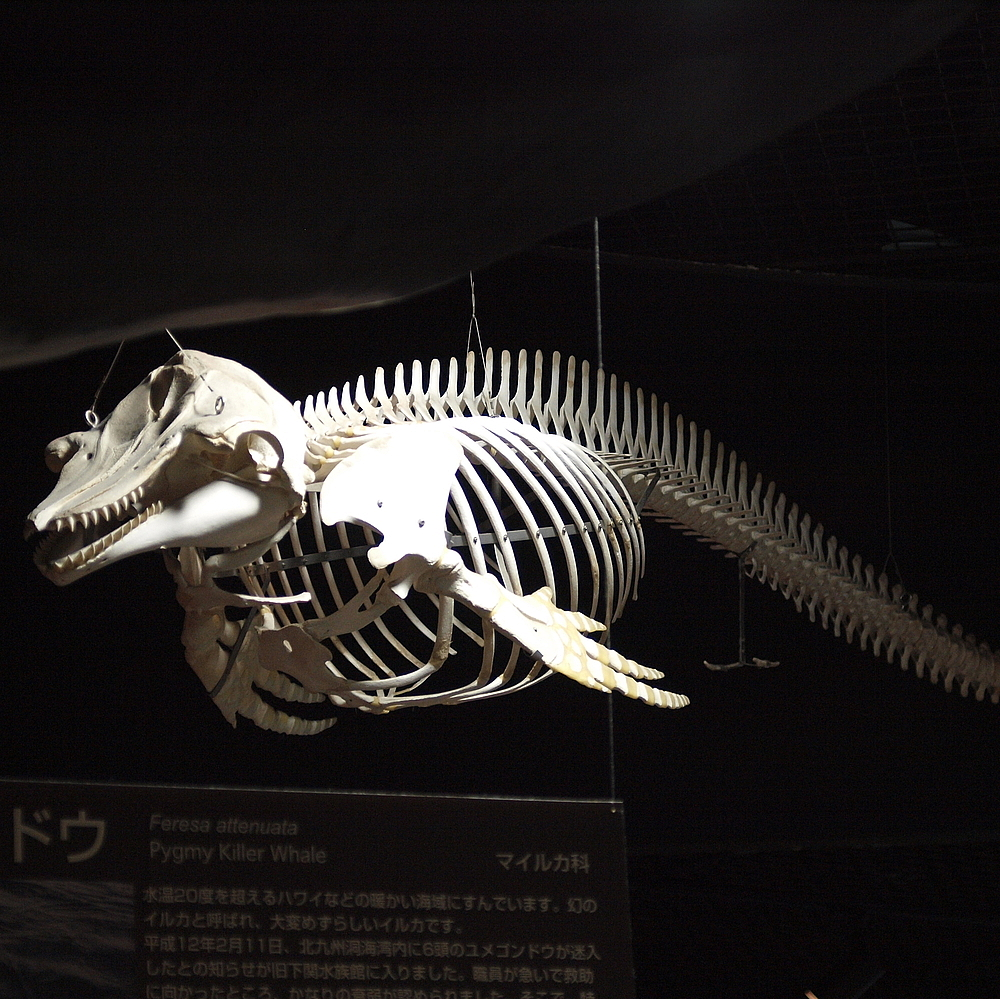

A causa della scarsità di dati non sono disponibili maggiori informazioni sulla crescita e sulla longevità. I dati provenienti dagli spiaggiamenti, che sembrano essere comuni in questa specie, indicano una dieta di cefalopodi e piccoli pesci.

## Popolazione e distribuzione
La specie sembra essere rara per natura. L'unica popolazione stimata sono i 38.000 individui dell'oceano Pacifico tropicale orientale. Comunque la specie ha una vasta distribuzione nelle acque tropicali e sub-tropicali di tutto il mondo. Avvistamenti vengono regolarmente registrati al largo delle Hawaii e del Giappone. Catture accidentali effettuate dai pescatori suggeriscono una presenza costante nell'oceano Indiano nei pressi dello Sri Lanka e delle Piccole Antille. Nell'Atlantico sono stati osservati degli individui non più a nord della Florida sulla costa occidentale e del Senegal su quella orientale. La specie è puramente oceanica.